# 礼物交换枪械计划
礼物交换枪械计划（英語：gifts-for-guns program）是美国洛杉矶警方与民众用枪械交换礼品的计划。从1993年开始，美国洛杉矶警方每年在不同地点设立礼物交换枪支站，民众可以把枪械带到交换站进行兑换。手枪或步枪可以换取100美元礼券；攻击性枪支（如半自动步枪或冲锋枪之类）可以换取200美元礼券。民众自愿参加，一手缴枪，一手收礼，警方不会问任何问题。民众的反应热烈，有的地方还大排长龙。
洛杉矶郡警察局集中焚毁了一年查获和回收的1万6千件枪械，其中四分之一（3800多件）是民众自动参加礼物交换枪支项目收回的，四分之三的枪械是洛杉矶郡警方查获的犯罪工具。回收的枪支会被送进炼钢厂的烘炉融化掉。洛杉矶郡警察局的幕僚长托马斯·兰说:「融化武器对打击帮派活动的影响很大，因为有1万6千多件枪械从此无法被人用来作恶，无法伤害别人。我们会继续宣导，要求民众自动缴械，同时加强扫荡携带武器行凶的歹徒。」